# Abjátár
Papi család sarja, főpap. Apját és egész háza népét Saul király megölette, mert kenyérrel és karddal segítették a menekülő Dávidot. Egyedül Abjátárnak sikerült megmenekülnie és Dávid seregéhez csatlakoznia (1Sám 22,17; 22,20-23). Dávid uralomra jutása után Abjátár a királyi udvar egyik legfontosabb embere lett. Nagy szolgálatot tett a királynak Absolon lázadása idején. Amikor a trónkövetelő elfoglalta Jeruzsálemet, Abjátár a városban maradt, és fia segítségével értesítette Dávidot és hadvezéreit a felkelők terveiről. 
Később, amikor Dávid a frigyládát Jeruzsálembe vitette, Abjátár lett a főpap (1Krón 5,11-12). Dávid halála után az új király, Salamon szemében kegyvesztett lett, mert Dávid másik fiát, Adóniját támogatta a trón megszerzésében, s a király ezért száműzte (1Kir 2,27).